# レンナルト・オシュ

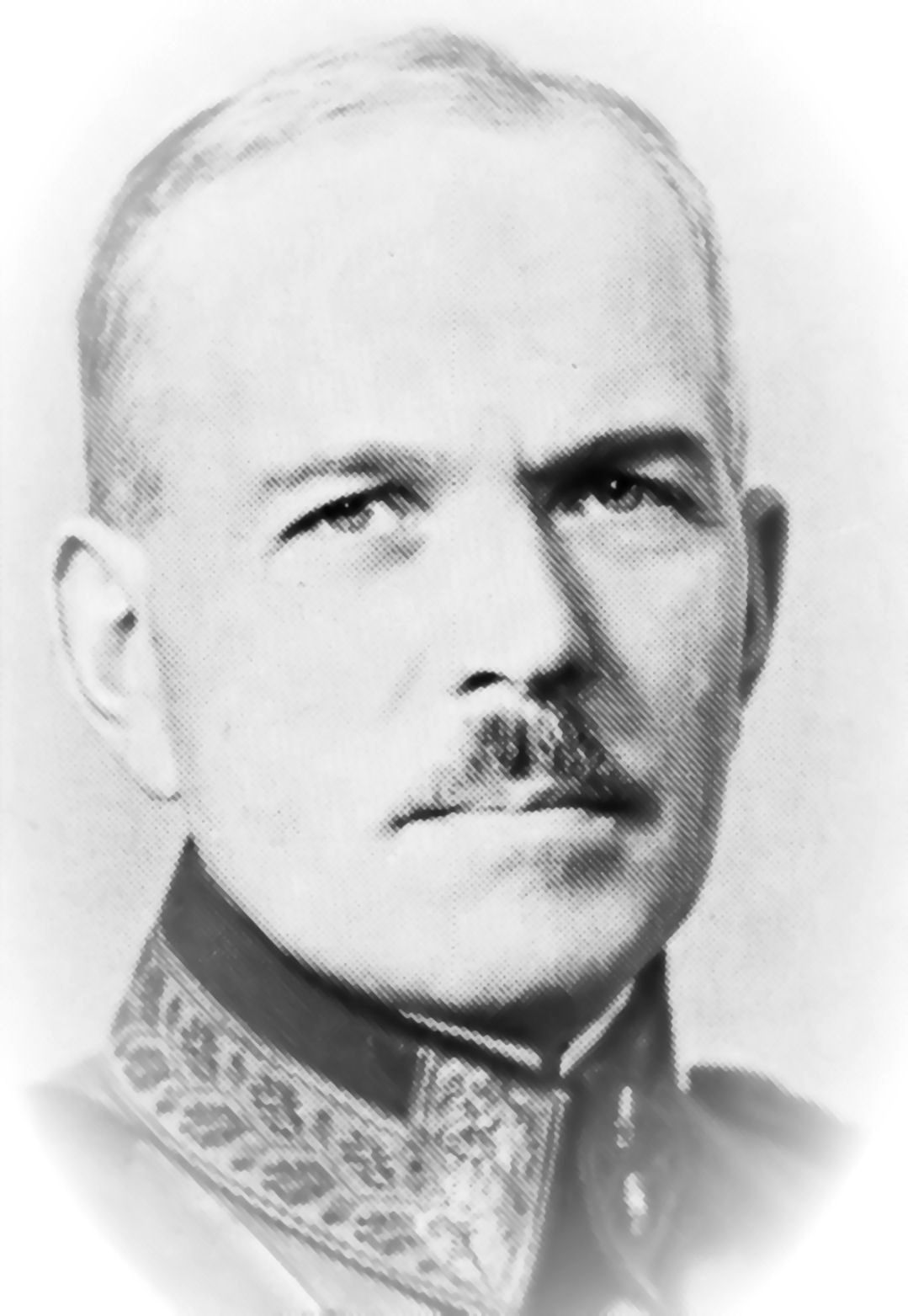

レンナルト・オシュ（Karl Lennart Oesch、1892年8月8日 - 1978年3月28日）は、フィンランドの軍人。中将。
1915年、ドイツ帝国軍のフィンランド猟兵大隊に入隊し、第一次世界大戦に従軍する。
フィンランド軍の創設に参加し、1918年からオシュ自身が編成した第18猟兵大隊の長となり、赤軍と戦った。1920年から1923年、連隊長。フランスの軍事学校、軍事アカデミー（1926年）で教育を受ける。1926年から1929年、軍事アカデミー校長。1929年から第1師団長。1930年、参謀総長となり、対ソ戦の作戦計画の立案を指導した。
冬戦争時、沿岸集団司令官（1940年3月2日 - 25日）、参謀総長（1940年）、「カレリア地峡」軍司令官（1940年）、第2軍団長（1940年 - 1941年）を歴任。

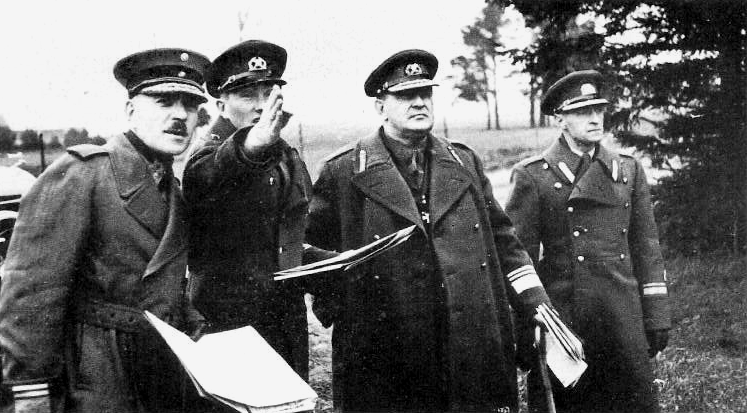
エストニア軍参謀総長ニコライ・レエク（右から2人目）と秘密会合を行うオシュ（左端）1938年10月

継続戦争では、1941年から1942年まで第4軍団を指揮してカレリア地峡（スヴィル戦線）に展開した。1941年8月22日、攻勢転移し、8月25日ヴィボルグを包囲して8月29日に陥落させた。1942年から1944年、ラドガ＝オネシュ地峡に展開するオロネツ作戦集団の行動を指導。オシュの指揮下には、第5軍団（A.スヴェッソン将軍）、第6軍団（アールネ・ブリック将軍）の計5個歩兵師団、4個旅団が存在した。1944年6月14日から10月6日までカレリア地峡軍司令官を務め、第3軍団（ヤルマル・シーラスヴオ将軍）、第4軍団（ターヴェッチ・ラーチカイネン将軍）、並びにオロネツ方面から転移した第5軍団がオシュの指揮下に入った。6月17日夜、ヴイボルグ＝クパルサーリ＝タイパレの線への退却命令を下達したが、戦線を支えることができず、6月20日にヴイボルグは陥落した。
1944年10月、参謀総長に再任。1944年11月27日から1945年9月10日まで軍団長。
1948年からフィンランド将校連盟総裁。1960年、トゥルク大学の名誉博士号を授与された。